# Wolfskinder (película de 2013)
Wolfskinder es una película alemana de 2013 que narra la historia de un chico que busca a su hermano perdido hacia el término de la II Guerra Mundial, y por el camino va encontrando a otros jóvenes huérfanos en los bosques de Lituania.
Se trata del primer largometraje del realizador y guionista Rick Ostermann, quien demuestra en esta película "un insólito dominio del poder comunicativo de la imagen, por encima de la lengua hablada". Se acerca tanto al realismo, que algunos críticos han dicho que "que funciona casi como un documental".

## Sinopsis
Hans y Karl son dos hermanos que ven morir a su madre. Antes de abandonarlos, ella les pide que permanezcan juntos e intenten llegar a una granja donde podrán sobrevivir. La huida a través del bosque les depara el encuentro con otros niños y niñas que están en condiciones similares. 

## Contexto
La palabra «wolfskinder» se aplicó a los niños huérfanos alemanes que al finalizar la II Guerra Mundial habían sobrevivido en el este prusiano, y que se vieron forzados a hacerse cargo de sí mismos y de sus hermanos menores, deambulando por los bosques sin asistencia de nadie y buscando alimento como lo hacen los lobos. En ocasiones, fueron adoptados por familias granjeras lituanas, que les daban sustento a cambio de su mano de obra.